# Droite démocratique espagnole

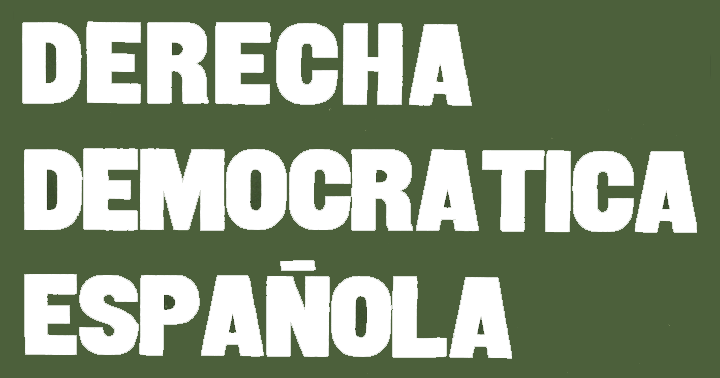
Emblème de la Droite démocratique espagnole

La Droite démocratique espagnole (en castillan : Derecha Democrática Española) est un parti politique espagnol conservateur actif au cours des dernières années de la transition démocratique.

## Histoire et présentation
Fondé en 1979, il était mené par Federico Silva Muñoz, ancien ministre de Franco, et Jesús Barros de Lis, ancien opposant au franquisme. Ses membres étaient issus de différentes formations : Action démocratique espagnole (Federico Silva Muñoz), Union nationale espagnole (Gonzalo Fernández de la Mora), Union régionale andalouse (Luis Jáudenes), Union démocrate chrétienne (Jesús Barros de Lis), Parti national indépendant (Artemio Benavente), Union régionale valencienne (Ignacio Carrau) et Centre populaire (Juan Pérez de Alhama).
Le secrétaire régional du parti en Andalousie était le journaliste Ismael Medina, du journal El Alcázar.
Le parti fut dissous en 1983.